# Rašidunski Kalifat
Rašidunski Kalifat (arapski:الخلافة الراشدية) je naziv kojim se opisuje arapska, odnosno islamska država u razdoblju prva četiri kalifa od Muhamedove smrti 632. (10. godina A.H.), poznatih i kao pravedni kalifi. 
Na svom vrhuncu kalifat se prostirao od Arabijskog poluotoka, Levanta, Kavkaza i Sjeverne Afrike na zapadu, do Iranske visoravni i Centralne Azije na istoku. Predstavljao je najveće carstvo u povijesti do tog vremena. Također je predstavljao i jedno od najbrže stvorenih carstava u povijesti, s obzirom na to da je najveći dio teritorija osvojen u nepuna dva desetljeća nakon nastanka, pri čemu je potpuno uništeno Sasanidsko Carstvo na istoku; a trajno oslabljeno Bizantsko Carstvo na zapadu, čija je armenska područja osvojio 638. – 645.  Osvojena područja su zadržana usprkos unutrašnjih sukoba koje su eskalirale u građanski rat koji će 661. dovesti do nastanka Omajadske dinastije, odnosno loze kalifa koji predstavljaju nasljednike Rašidunskog kalifata.